# Onda atmosferica

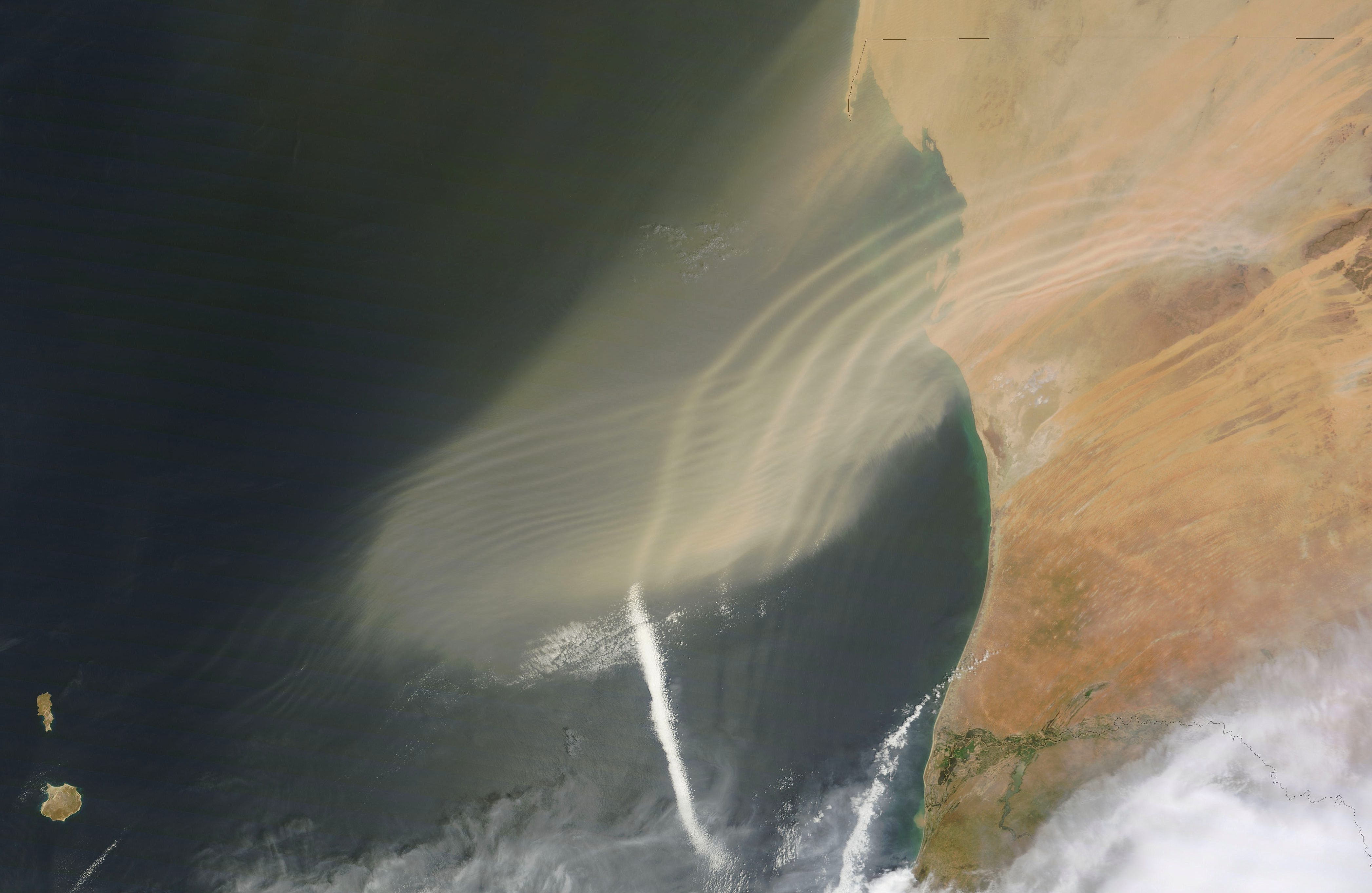
Onde atmosferiche associate ad una tempesta di sabbia in Africa nord-orientale (23 settembre 2011).

Un'onda atmosferica è un disturbo periodico delle variabili atmosferiche (come la pressione superficiale o l'altezza geopotenziale, la temperatura o la velocità del vento) che può propagarsi (onda viaggiante) o meno (onda stazionaria). Le onde atmosferiche variano su scale spaziali e temporali, dalle grandi onde planetarie (onde di Rossby) alle onde sonore. Le onde atmosferiche con periodi che sono armoniche di 1 giorno solare (es. 24 ore, 12 ore, 8 ore, 8 ore, ecc....) sono note come "maree atmosferiche".

## Cause ed effetti
Generalmente, le onde sono eccitate dal riscaldamento o da effetti dinamici, come ad esempio l'ostruzione del passaggio del flusso d'aria da catene montuose come le Montagne Rocciose negli Stati Uniti o le Alpi in Europa. Gli effetti del riscaldamento possono essere su piccola scala (come la generazione di onde per convezione) o su larga scala (la formazione di onde di Rossby per effetto dei contrasti di temperatura tra continenti e oceani nell'emisfero boreale in inverno).
Le onde atmosferiche trasportano la quantità di moto, che viene riportata nel flusso di fondo quando l'onda si dissipa. Questa forzatura ondulatoria del flusso è particolarmente importante nella stratosfera, dove questa dispersione della quantità di moto per mezzo delle  onde Rossby su scala planetaria dà luogo a improvvisi riscaldamenti stratosferici e la  dissipazione nella stratosfera da un raffreddamento radiativo dà luogo all'oscillazione quasi biennale.

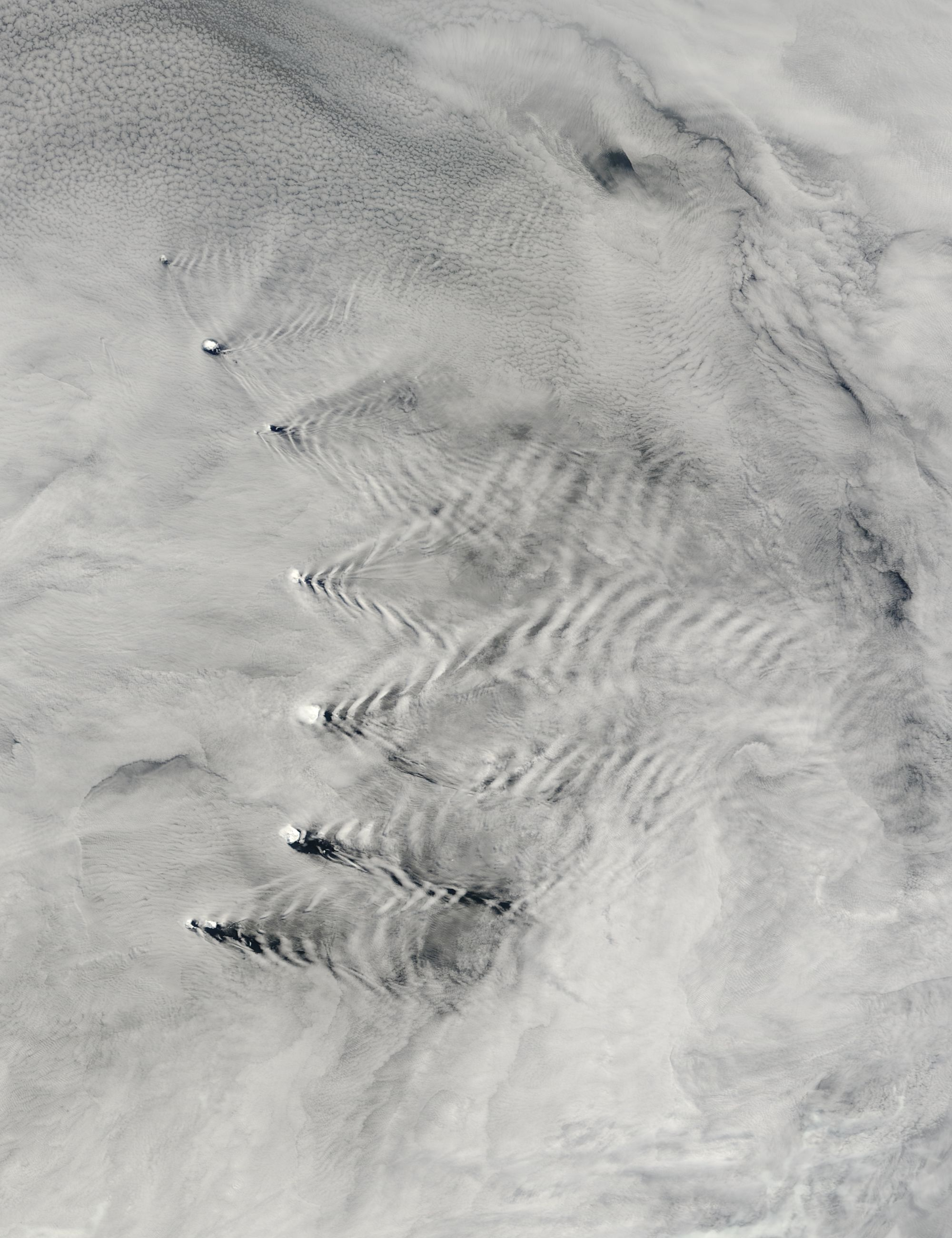
Onde atmosferiche formate nelle nuvole dalle isole Sandwich che emergono dalla distesa oceanica.

Le onde atmosferiche sono descritte matematicamente da armoniche sferiche; in altre parole, la sezione di un'onda lungo un cerchio di latitudine appare sinusoidale.